# Kroniki młodego Indiany Jonesa
Kroniki młodego Indiany Jonesa (ang. The Young Indiana Jones Chronicles) – amerykański serial przygodowy emitowany w latach 1992–1996. Serial opowiada o młodzieńczych latach archeologa Indiana Jonesa znanego z filmów przygodowych.
W oparciu o tę produkcję powstała seria filmów Przygody młodego Indiany Jonesa.
Serial jest zrealizowany w konwencji opowieści. W każdym odcinku 92-letni Indiana Jones opowiada inną historię z czasów swojego dzieciństwa i młodości. W wieku 10 lat podróżował po świecie z rodzicami, od 16. roku życia podróżował już samodzielnie. Oprócz tego brał udział w rewolucji meksykańskiej, później w I wojnie światowej początkowo jako zwykły żołnierz w armii belgijskiej, z czasem awansował na oficera wywiadu. Podczas swoich licznych podróży poznał wiele postaci, które później przeszły do historii.

## Obsada
| Postać | Aktor                | Polski dubbing      |
| --- | -------------------- | ------------------- |
| Indiana Jones (16 lat) | Sean Patrick Flanery | Tomasz Kozłowicz    |
| Indiana Jones (10 lat) | Corey Carrier        | Norbert Jonak       |
| Indiana Jones (92 lata) | George Hall          | Jerzy Kamas         |
| Indiana Jones (50 lat) | Harrison Ford        | –                   |
| Remy Baudouin | Ronny Coutteure      | Krzysztof Kołbasiuk |
| Henry Jones Sr. | Lloyd Owen           | Andrzej Ferenc      |
| Anna Jones | Ruth de Sosa         | Jolanta Wilk        |
| Panna Seymour | Margaret Tyzack      | Mirosława Dubrawska |
| Emilie | Pernilla August      | Nieznana aktorka    |
| Doktor Levi | Ian McDiarmid        | Andrzej Tomecki     |
| Irena | Beata Poźniak        | Nieznana aktorka    |
| Matka Vicky | Vanessa Redgrave     | Nieznana aktorka    |
| Maya | Catherine Zeta-Jones | –                   |
| Gloria | Alexandra Powers     | –                   |
| Kate | Anne Heche           | –                   |
| Bronisław Malinowski | Tom Courtenay        | –                   |
| Opracowanie: Studio Kobart – Warszawa dla TVP Reżyseria dubbingu: Miriam Aleksandrowicz Dialogi: Joanna Klimkiewicz Kierownictwo produkcji: Ewa Borek Dźwięk i montaż: Andrzej Kowal, Sławomir Czwórnóg |                      |                     |

W drugoplanowych rolach i epizodach wystąpili m.in.: Timothy Spall, Cyril Cusack, Christopher Lee, Terry Jones, Joss Ackland, Daniel Craig, Max von Sydow, Jean-Pierre Cassel, Elizabeth Hurley, Jennifer Ehle, James Gammon, Lukas Haas, Jeroen Krabbé, Nicholas Turturro, Phyllida Law, Roma Maffia oraz piosenkarka Linda Ronstadt.

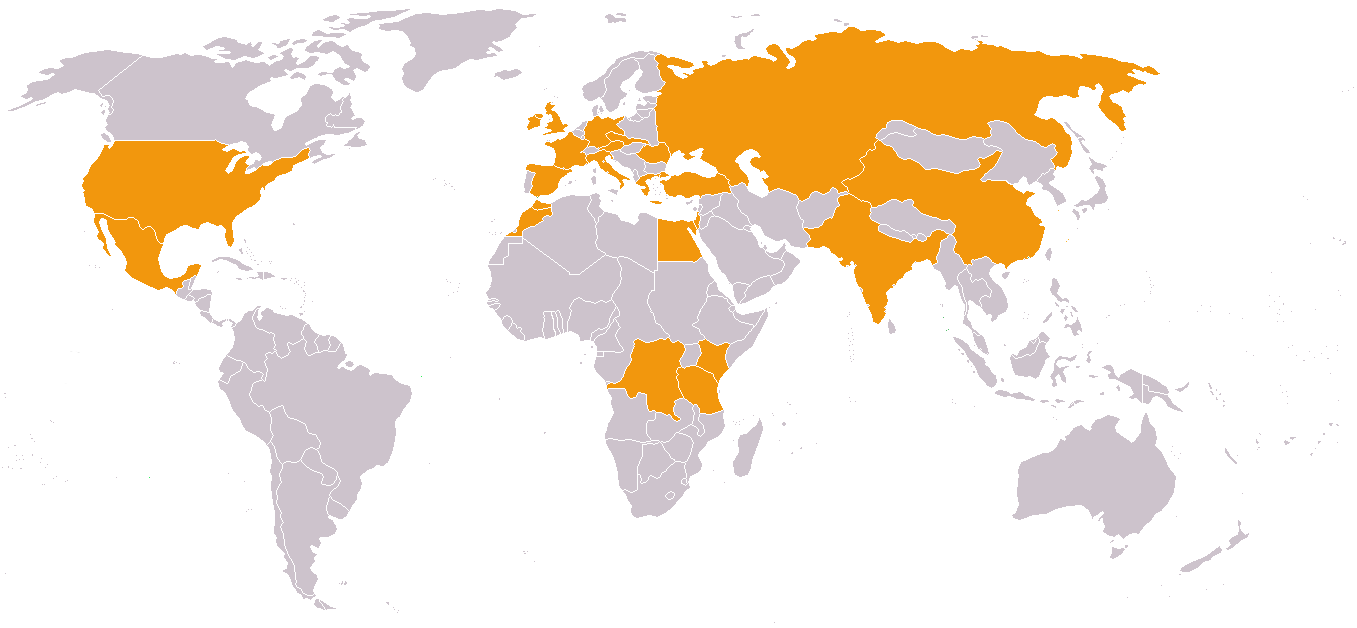
Mapa krajów, które odwiedził Indiana Jones w serialu